# Улрих II (Каринтия)
Улрих II (на немски: Ulrich II, * 1176, † 10 август 1202) от род Спанхайми, е херцог на Каринтия от 1181 до 1202 г.

## Биография
Той е големият син на херцог Херман (II) († 4 октомври 1181) и Агнес Бабенберг († 1182), дъщеря на херцог Хайнрих II Язомиргот от Австрия, вдовица на крал Ищван III от Унгария.
През 1181 г. след смъртта на баща му Улрих II го последва като херцог на Каринтия под опекунството на чичо му, херцог Леополд V Бабенберг. От 1194 г. Улрих II управлява самостоятлно. Той подкрепя Хоенщауфените.
През 1197 г. Улрих II участва в кръстоносния поход на император Хайнрих VI в Светите земи. През 1198/1199 г. по здравословни причини той не може да управлява.
След смъртта му Улрих II е последван като херцог на Каринтия от по-малкия му брат Бернхард фон Спанхайм през 1202 г.